# رالف هیوسگن
رالف هیوسگن (آلمانی: Rolf Huisgen؛ زادهٔ ۱۳ ژوئن ۱۹۲۰ – درگذشته ۲۶ مارس ۲۰۲۰) یک شیمی‌دان اهل آلمان بود. رالف هیوسگن در ۲۶ مارس ۲۰۲۰، در سن ۹۹ سالگی در مونیخ درگذشت.